# Hulodes solomonensis
Hulodes solomonensis là một loài bướm đêm trong họ Erebidae.